# Space Dandy
Space Dandy (яп. スペース☆ダンディ,, Супе:су Данді), стилізується як Space☆Dandy — японський науково-фантастичний аніме-серіал 2014 року, створений студією Bones. Аніме розповідає про пригоди Денді, мисливця за іншопланетянами, який є «денді в космосі», у пошуках невиявлених і рідкісних прибульців разом зі своїм роботом-помічником QT і котячим другом-іншопланетянином на ім'я Мяу.
Аніме було ліцензовано Funimation у Північній Америці, Madman Entertainment в Австралії та Anime Limited у Великобританії. Серіал вперше вийшов у ефір у Сполучених Штатах 4 січня 2014 року о 23:30 за північноамериканським часом у програмному блоці Toonami на каналі Adult Swim. Трансляція в Японії розпочалася на телеканалі Tokyo MX о 23:00 за японським стандартним часом 5 січня 2014 року, та а потім на TV Osaka, TV Aichi, BS Fuji та AT-X. Аніме транслювалося в Південно-Східній Азії одночасно з Японією на Animax Asia. Серіал також транслювався в Австралії на SBS 2 з 3 жовтня 2015 року. Після придбання Crunchyroll компанією Sony показ аніме було перенесено на Crunchyroll. Перший сезон аніме транслювався з січня по березень 2014 року, а другий — з липня по вересень того ж року.
Адаптація манґи виходила в журналі Young Gangan видавництва Square Enix з 20 грудня 2013 року по 3 жовтня 2014 року. Yen Press отримала ліцензію на видання манґи англійською мовою.

## Сюжет
Космічна опера розповідає про пригоди мисливця за головами інопланетян Денді, який є «денді в космосі», його робота-помічника QT і котячого друга на ім'я Мяу, якого герой знайшов в ресторані. Ця команда полює на дуже рідкісних іншопланетян та інших форм життя у космосі, за для того, щоб здати їх у центр космічної реєстрації і отримати за це хорошу плату. Час від часу головний герой бере участь у різних комічних розвагах та змаганнях. Окрім того, Денді постійно переслідує та намагається викрасти доктор Ґел, вчений, який працює на імперію Ґоґол, але сам герой про це не здогадується.
Аніме не дуже послідовно; є серії, в яких головні герої та антагоністи вмирають, перетворюються на зомбі чи потрапляють у пастку в різних вимірах на певні періоди часу, а потім вони з'являються як зазвичай в наступній серії. Є також багато посилань на стару наукову фантастику, музику, аніме та Інтернет-культуру.

## Персонажі

### Головні герої
Денді (яп. ダンディ,, Данді)
Сейю: Сувабе Дзюніті
Денді — легковажний і забудькуватий мисливець за прибульцями із зачіскою в стилі «помпадур», чиє завдання — відкривати нові інопланетні форми життя по всій галактиці та реєструвати їх у Центрі космічної реєстрації. Він є капітаном Алоха Ое (яп. アロハオエ号,, Арохаое-ґо), його особистого космічного корабля. Кабіна Алоха Ое може відділятися від основи, і перетворюватися на аварійну капсулу під назвою Маленька Алоха (яп. リトルアロハ,, Рітору Ароха), також вона може перетворитися на робота під назвою «Гавайський янкі» (яп. ハワヤンキー,, Ґаваянкі). Денді регулярно відвідує міжгалактичний ресторан в стилі Hooters, відомий як «BooBies» (яп. ブービーズ,, Бубізу), де він віддається своєму фетишу на сідниці і мріє одного дня викупити мережу цих закладів. Також було показано, що Денді має багато прихованих талантів, наприклад здатність орієнтуватися в абстрактних поняттях, таких як час, і глибоко розуміти фізику, наприклад, зрозуміти, що коли людина «викривляється» на кораблі, вона насправді переміщує свою свідомість до всесвіту, який знаходиться трохи далі на тій самій часовій шкалі, а не переміщується в іншу область того самого всесвіту. Навіть не здогадуючись, Денді стає мішенню імперії Гоголя через його зв'язок із елементом під назвою піоніум, який «кидає виклик реальності». Зрештою, після того, як Всесвіт добігає кінця, Денді виявляється, навіть не підозрюючи про це, всюдисутньою фігурою, яка існує в усіх та кожній гіпотетичній часовій шкалі (з різними наборами навичок, що належать іншим попереднім Денді). Тоді нинішній Бог каже герою, що природа його існування означає, що він має замінити його як бога нового мультивсесвіту, але Денді відкидає цей порядок (оскільки як безтілесний бог, він не зможе піти до BooBies), залишаючи нинішній всесвіт зі словами «Залишайся денді, крихітко». Аніме закінчується на тому моменті, з якого почалося (Денді та QT, які прямують до BooBies, де вони вперше зустрінуться з Мяу), за винятком того, що Денді зберіг свої спогади з попереднього мультивсесвіту. Тоді головний герой задається питанням, чи змінили його численні пригоди, і запитує себе, чи залишився він такою ж людиною, якою був колись.
QT
Сейю: Сатаке Укі
Член команди Денді, робот, який зовні нагадує пилосос, і виконує функції пилососу. QT може похвалитися тим, що він розумніший і компетентніший, ніж його колеги по екіпажу, але його користі заважають проблеми, спричинені застарілим обладнанням, такі як нестача пам'яті та відключення батареї. Не зважаючи на жіночий голос і деякі манери, Денді та Мяу кілька разів називають QT чоловіком і, здається, робот самоідентифікує себе як такого. Він здатний відчувати широкий спектр емоцій, але здебільшого вважає їх заплутаними, сторонніми та непотрібними для обчислень. QT також одержимий миром та впорядкованістю, і, як наслідок, він є завзятим рибалкою через дзен-природу. Крім того, показано, що QT здатний відчувати кохання, оскільки він закохався в розумного робота-кавоварку у фіналі першого сезону, але здався, коли зрозумів, що робот сама закохана у розумний касовий апарат магазину, з яким QT потім був змушений боротися після того, як апарат виявився частиною антилюдської екстремістської терористичної організації. Потім QT випиває чашку кави на згадку про втрачене кохання. Робот з'являється з Денді в новому всесвіті, не підозрюючи про пригоди, які їм ще належить здійснити, і зніяковівши після раптового самоаналізу Денді.
Мяу (яп. ミャウ,, Мяу)
Сейю: Йосіно Хіроюкі
Кітоподібний прибулець, родом з Бетельгейзе (яп. ベテルギウス星人,, Бетеруґейзу-сейдзін), якого привозять на борт Алоха Ое після того, як Денді та QT приймають його за новий вид прибульців. Його справжнє ім'я Me#$%* (вимовляється як Merowmreowreow), але його друзі вдома називають Мю. Його ім'я «Мяу» дав йому Денді, оскільки ні він, ні QT не могли зрозуміти його справжнього імені. Крім того, що він гуляє навколо Aloha Oe, він допомагає Денді, даючи йому поради, де знайти рідкісних прибульців через соціальні мережі, з різним ступенем успіху. Мяу також демонструє багато схильностей притаманних земним котам, наприклад, відразу до собак, коли він цілий епізод, сердито уникає собакоподібного прибульця, але все ж розплакався після смерті цього прибульця, зрозумівши, що вона йому сподобалася. Мяу походить із родини металообробників і мав успадкувати сімейну компанію, але через розчарування монотонним існуванням він вирішив залишити Бетельгейзе, щоб стати мисливцем за інопланетянами. Проте після проведення часу з Денді та QT, Мяу вчиться цінувати свій дім та сім'ю.

### Імперія Ґоґол
Доктор Ґел (яп. ゲル博士,, Ґеру-хакасе)
Сейю: Ісізука Унсьо
Горилоподібний вчений, працюючий на імперію Ґоґол, доктор Ґел нескінченно переслідує Денді зі свого космічного корабля, який нагадує голову Статуї Свободи з кляпом у роті, яку можна прикріпити до тіла робота. Однак, незважаючи на те, що іноді злодій наближався до захоплення Денді, спроби Ґела завжди закінчувалися принизливим провалом або знищенням разом зі своїм кораблем. Після того, як Ґел все ж таки захопив Денді, його смертельно пораненила Біа, але доктор прожив достатньо довго, щоб побачити знищення всесвіту. Його персонаж нагадує Джета Блека з «Ковбоя Бібопа» (їх озвучує один актор) та доктора Горі з Spectreman.
Біа (яп. ビー,, Біа)
Сейю: Хатакеяма Косуке
Права рука доктора Ґела, мініатюрна інопланетянка, голова якої нагадує баклажан. Насправді Біа є агентом імперії Джайкро, шпигуючи за імперією Ґоґол, але потім зраджує обидві фракції, захоплюючи Денді з наміром стати богом. Однак її насмерть розчавлює Ґел після того, як Біа вистрелила в нього.
Адмірал Перрі (яп. ペリー提督,, Перрі-тейтоку)
Сейю: Ґінґа Бандзьо
Правитель імперії Ґоґол (яп. ゴーゴル帝国,, Ґоґору Тейкоку), яка воює з імперією Джайкро за контроль над всесвітом. Він посилає доктора Ґела схопити Денді, стверджуючи, що він є ключем до майбутнього Всесвіту. Його публічний вигляд — фігура з головою-черепом з мініатюрними «планетами», що обертаються навколо голови, а в його плащі — голограма, яка приховує справжню зовнішність Перрі: гуманоїд середнього віку в діловому костюмі.

### Інші
Хані (яп. ハニー,, Хані, дорога, кохана, солоденька)
Сейю: Юрін
Блондинка з «вітром в голові», справжнє ім'я якої Леді Нобра, і яка наполовину Клаудіан. Працює офіціанткою, або «груддю» (яп. ブレスト,, Буресуто), у ресторані BooBies, який також відомий як «Бресторан» (яп. ブレストラン,, буресуторан); Хані постійно насолоджується візитами команди Алоха Ое. У полоні доктора Ґела родовід Хані розкривається, а Денді намагався переслідувати її старшого зведеного брата Джентла Нобру, який, у свою чергу, атакував корабель Ґела, який знищив його завісу. У цей час дівчина уникала шкоди серед хаосу, схожого на однойменну милашку.
Скарлет (яп. スカーレット,, Сукаретто)
Сейю: Кувасіма Хоуко
Зібраний і розумний інспектор у Центрі космічної реєстрації, якій доручено перевіряти інопланетян, яких привозить Денді, і платити відповідно, коли він приносить гідний зразок. Вона також здібний боєць і може легко розкусити трюки Денді, коли він намагається її обдурити. Скарлет також неодноразово виявляла романтичний інтерес до Денді протягом усього серіалу. Також мала історію невдалих романів, включно з її колишнім хлопцем Дольфом.
Джонні (яп. ジョニー,, Дзьоні)
Сейю: Камія Хіросі
Джонні — командир імперії Джайкро, суперника імперії Ґоґол. Крім того, Джонні був музикантом-початківцем, приховуючи від підлеглих свою особу; колись він разом із командою Алоха Ое створив рок-гурт під назвою «Dropkix». Хоча їхня група проіснувала недовго і запам'яталася як група одного хіта, відповідальність Джонні перед Dropkix опосередковано призвела до припинення ворожнечі між двома імперіями. Коли до нього доходить звістка про захоплення Денді, Джонні очолює атаку на імперію Ґоґол, але потім був стертий разом із Всесвітом.
Професор Дюран (яп. デュラン博士, Дюран-хакасе)
Сейю: Каюмі Іемаса
Професор Дюран — імперський вчений з Джайкро, який спеціалізується на дослідженні енергії піоніуму. Він постав перед судовим процесом над Денді, виявивши докази того, що ймовірне вбивство виявилося під впливом піоніума. Дюран розуміє, що Денді був чимось більшим, ніж здавалося, і повідомив про його захоплення Джонні.
Оповідач
Сейю: Ядзіма Масаакі
Всемогутня і всезнаюча істота, яка є оповідачем в шоу, пізніше виявляється в останньому епізоді як «Бог». Оповідач спостерігав за нещасними пригодами екіпажу, іноді телепатично взаємодіючи з персонажами. У фіналі, коли всесвіт починає зникати, оповідач намагався зробити Денді своєю заміною як Бога нового всесвіту, але був шокований, коли Денді відмовився. В кінці зник разом із Всесвітом.

## Виробництво
Режисером аніме є Нацуме Сінґо, генеральним директором — Ватанабе Сін'ітіро, а продюсером — студія Bones. Трансляція аніме розпочалася на програмному блоці каналу Adult Swim Toonami у Сполучених Штатах 4 січня 2014 року, за день до японської прем'єри на Tokyo MX 5 січня. Початковою темою серіалу є «Viva Namida» (яп. ビバナミダ,, Біба Наміда) у виконанні Окамури Ясуюкі, а завершальна тема — «X-Jigen e Yōkoso» (яп. X次元へようこそ,, Еккусу Дзіґен е Йоукосо) у виконанні Якусімару Ецуко.
Для трансляції на Adult Swim спочатку використовувалися інструментальні треки від Mountain Mocha Kilimanjaro через проблеми з ліцензуванням, але у восьмому епізоді і далі, а також у наступних повторних трансляціях перших семи серій, грала «Viva Namida». Англійську версія аніме створила компанією Funimation, що базується в Форт-Верті, штат Техас, з використанням місцевих акторських талантів. Звукорежисерами серіалу були Зак Болтон та Джоел Макдональд. Аніме також транслювалося, одночасно з Японією, компанією Animax Asia у Південно-Східній Азії з озвученням японською та англійською мовами.

## Інші медіа

### Манґа
20 грудня 2013 року в журналі Young Gangan видавництва Square Enix почався вихід манґа-адаптації аніме. Перший танкобон (том) був випущений 25 березня 2014 року. Yen Press отримала ліцензію на випуск серії в Північній Америці; перший том було випущено 28 червня 2016, а другий вийшов 27 вересня 2016.

### Гра
Відеогра Space Galaga (на основі аркади Galaga) була випущена 24 січня 2014 на Android і 6 лютого 2014 на iOS.

## Критика
Аніме отримало загалом позитивні відгуки. Письменник Аласдер Вілкінс з A.V. Club дав Space Dandy оцінку B+, заявивши: «Це надзвичайно легковажне шоу, яке захоплює своїм юнацьким почуттям гумору та висміює саму ідею послідовної сюжетної лінії. Шоу є сюрреалістичним поверненням до минулої ери наукової фантастики, як-от старий серіал про Флеша Ґордона чи дурний комікс про Супермена зі Срібного віку — якби героїчний герой був одержим жіночими сідницями та грудьми. Це не означає, що Space Dandy — розчарування». Пол і Керолайн Дейлі з Three If By Space написали: «Сам Денді як за зовнішнім виглядом, так і за характером поєднує в собі риси Елвіса Преслі, Заппа Бренніґана та Хана Соло. Хоча Денді іноді може здатися невмілим або дурним, він часто володіє навичками, необхідний, щоб врятувати ситуацію (або принаймні їхні шкури). Це робить його дуже привабливим, тому що ви ніколи не знаєте, якого Денді ви отримаєте» та «Space Dandy схоже на повернення назад. Ні, не повернення назад, як щось з іншого часу. Яскраві кольори, музика, а особливо головний герой, титулований Космічний Денді, все нагадує мені час коли пригоди не мали повного сенсу, а політкоректності ще не було».
Брендон Постал з Capsule Computers дав першому сезону Space Dandy на Blu-Ray оцінку 7,5 і написав: «Space Dandy — це весела забава, але не виняткова. Це приємний погляд на японські комедійні зображення різних тропів і стилів наукової фантастики, але зрештою добре лише для сміху. Якщо ви шукаєте жорсткий науково-фантастичний серіал або навіть комедію з яскравим сюжетом, тоді вам, можливо, захочеться пошукати їх десь в іншому місці. Funimation добре впоралася з дубляжем, зробивши його приємним широкому колу шанувальників аніме. Мені сподобалися деякі характеристики та погляди на різні тропи наукової фантастики. Я б порекомендував переглянути це аніме, якщо ви не сприймаєте його серйозно». Лоран Бекман із журналу Slug у рецензії на 2 сезон Space Dandy DVD написав: «Space Dandy — це саме таке шоу. Воно надмірне, часом грубе, безглузде, і, враховуючи, що воно створено творчою групою, яка працювала над Cowboy Bebop, не без частки чудової музики» та «У сезоні небагато всеосяжної розповіді, а кожна серія — це окреме оповідання, але формула працює ідеально, дозволяючи Space Dandy возитися з купою різних ідей, ніколи не віддаляючись надто далеко від своєї сильної комедійної основи».

## Нотатки
1. ↑  У Північній Америці ліцензовано Crunchyroll (раніше відомий як Funimation) та в Австралії — Madman Anime.